# 名古屋刀剣ワールド
名古屋刀剣博物館「名古屋刀剣ワールド」（なごやとうけんはくぶつかん なごやとうけんワールド）は、一般財団法人刀剣ワールド財団が運営する企業博物館である。2024年5月1日に開館。日本刀約550振を収蔵し200振を常設展示する日本最大級の刀剣博物館であり、2025年6月時点で収蔵品には国宝1振、重要文化財10振、重要美術品46振、特別重要刀剣63振の日本刀が含まれている。

## 概要
東建コーポレーションがヘラルドシネプラザの跡地に建設したホテル型高級賃貸マンションの「栄タワーヒルズ」の敷地内に併設された企業博物館（美術館）である。博物館は栄タワーヒルズ本館の2・3階部分と隣接する「北館」から成り、延床面積は5049.12平方メートル （1527.35坪）。本館2階には、和カフェ「有樂」を併設する。
当初は栄タワーヒルズの完成翌年である2020年（令和2年）6月に開館する予定であったが、新型コロナウイルス感染症の感染拡大のため延期。その後も収蔵物が増えたことにともなう増設工事などで延期期間を先送りにしていたが、当初の予定から約4年遅れで開業する運びとなった。
日本の伝統工芸・伝統美術の保存・普及・発展、及び名古屋市の観光活性化に貢献することを目的として設立された。コレクションは、東建コーポレーション創業者で財団代表理事の左右田稔が40年以上にわたり収集してきた日本刀と甲冑を中心に構成され、その他、火縄銃、馬具、陣笠、弓矢、浮世絵等の美術品を収蔵する。2024年4月時点の日本刀の収蔵点数は約550振で、展示室には、国宝や重要文化財、重要美術品をはじめとした最大200振の日本刀と約50領の甲冑、浮世絵150点、火縄銃・古式西洋銃350挺を常設展示する。
収蔵品の一部は、名古屋市中区にある「刀剣ワールド名古屋・丸の内(東建本社)」、三重県 桑名市にある「刀剣ワールド桑名・多度(ホテル多度温泉)」の 2施設でも公開されている。

## 沿革
- 2018年11月　Webサイトバーチャル刀剣博物館「刀剣ワールド」を公開
- 2019年 1月　「名古屋刀剣ワールド」の建設工事を着工
- 2020年 5月　建築工事完了
- 2024年 5月1日　開館

## 施設

### 本館
黒川紀章がデザインを担当した栄タワーヒルズ。その2階部分が2019年（令和元年）に着工し、2020年（令和2年）4月に完成した。
甲冑・陣羽織・弓矢などを展示する「甲冑展示ゾーン」、甲冑武者・騎馬武者の人形と写真が撮影できる「甲冑武者ゾーン」、インタラクティブ映像を導入した壁3面の「映像シアター」がある。日本刀を月替わりで展示する「和カフェ&レストラン〔有楽〕」では、甘味や軽食、ドリンクを提供。日本刀・歴史についての書籍も自由に読むことができる。

### 北館
2019年（平成31年）1月に建設工事開始、2020年（令和2年）5月に完成。
本館のある栄タワーヒルズと同じく、冠状の装飾や円窓が付いている。
- 1階 – 1階にはミュージアムショップやコインロッカーがある。ミュージアムショップでは日本刀グッズ、東海地方の伝統工芸品などを販売。2～4階に続く階段には、「浮世絵階段ギャラリー」が設けられる。
- 2階 - 常設展示室。「太刀 銘 豊後国行平作」などの日本刀が解説付きで展示。
- 3階 - 企画展示室。日本刀、浮世絵、戦国武将の書状が展示。
- 4階 - 特別展示室で「名古屋刀剣ワールド」の目玉部分。国宝「有楽来国光」、重要文化財の日本刀などが展示。
- 5階 - 資料室。
- 6階 - 畳敷きの学習室は120インチのスクリーン・プロジェクター・日本刀鑑賞用照明などを完備。日本刀の鑑賞会、イベント、講演に利用できる。茶室としても使えるよう、炉も設置されている。
- 7階 - 7階は屋上を活用して、黒を基調とした和風の屋上庭園となっている。

## 展示内容
- 日本刀、甲冑、槍、薙刀、火縄銃や浮世絵といった美術品の展示
- 最先端メディアを複合した体験スペース
- 壁3面を利用した映像シアター
- 武将の人形と写真が撮れるフォトスポット

## 主な収蔵品

### 日本刀

#### 国宝
2025年6月6日時点で国宝を1振収蔵している。
・短刀 銘 来国光（名物 有楽来国光） 
織田信長の末弟の武将の織田長益（有楽斎）が豊臣秀頼から拝領した短刀で、刃文は互の目交じりの大丁子乱れ、地鉄は小板目肌、身幅は広く重ねも厚い。刀剣ワールドは刃文を「とても華やか」、地鉄を「流麗精細」、姿を「覇気がある」と評し、本作を「豪壮な体配ながら荘厳な高みに到達した凛とした品格を伴っている」と評している。

#### 重要文化財
2025年6月6日時点で重要文化財を10振収蔵している。
- 短刀 銘 備州長船住長義 正平十五年五月日（名物大坂長義）
- 太刀 銘 備州長船住景光
- 短刀 銘 光包 延慶二年二月日
- 短刀 銘 来国光（名物塩河来国光）
- 太刀 銘 備州長船住成家
- 太刀 銘 国行
- 太刀 銘 来国光
- 刀 無銘 貞宗（尾張徳川家伝来）
- 刀 無銘 吉岡一文字
- 刀 無銘 伝国俊

#### 重要美術品
2025年6月6日時点で重要美術品を46振収蔵している。
- 太刀 貞真
- 太刀 銘 景依
- 太刀 銘 国宗（上杉家伝来）
- 小太刀 銘 則房
- 太刀 銘 国宗（伯耆）
- 太刀 銘 直綱作
- 太刀 銘 基近造
- 太刀 銘 宗吉作
- 太刀 銘 一 鎺下ニ菊花紋ノ切付アリ
- 太刀 銘 吉房
- 太刀 銘 正安三年四月日 恒光
- 太刀 銘 吉包
- 小太刀 銘 長光（有栖川宮家伝来）
- 刀 額銘 吉家作
- 小太刀 銘 長光
- 刀 銘 （葵紋）於武州江戸越前康継 以南蛮鉄末世宝二胴 本多五郎右衛門所持
- 刀 無銘 伝来国光（朱銘）
- 刀 無銘 伝包永
- 刀 無銘 伝真守（吉川真守）
- 刀 無銘 伝光忠
- 刀 無銘 伝青江
- 刀 無銘 伝志津（土岐頼芸佩刀）
- 刀 無銘 伝一文字 助真
- 刀 無銘 伝吉岡一文字
- 刀 無銘 伝志津（切付け銘有り）
- 刀 備前国住雲重（折返銘）
- 刀 無銘 伝国宗
- 刀 無銘 伝兼光（金象嵌）本多平八郎忠為所持之
- 刀 銘 備州長船住近景
- 刀 無銘 伝二字国俊
- 刀 銘 井上真改
- 刀 無銘 伝来国俊（金粉銘 来国俊）
- 刀 折返銘 備前国住吉次
- 刀 無銘 伝倫光
- 刀 無銘 伝備前真守
- 刀 無銘 伝来国次
- 刀 銘 備前国住長船忠光
- 太刀 銘 備前国唐河住左兵衛尉菅原為遠
- 短刀 銘 備前国住雲次
- 短刀 無銘 名物上部当麻（當麻）
- 短刀 銘 信国
- 短刀 銘 山城国西陣住人埋忠明寿 慶長拾三年三月吉日 所持熊谷清六
- 短刀 銘 備前国福岡左兵衛尉長則 正安二年八月日
- 短刀 銘 兼次
- 短刀 銘 光世作
- 太刀 銘 宗忠

#### 特別重要刀剣
2025年6月6日時点で特別重要刀剣を63振収蔵している。
- 太刀 銘 備州長船兼光 延文五年六月日（三日月兼光）
- 薙刀 無銘 片山一文字
- 太刀 無銘 波平行安
- 太刀 銘 一（吉岡一文字）
- 太刀 銘 吉用
- 太刀 銘 為近作（千手院）
- 太刀 無銘 古千手院
- 太刀 銘 常遠
- 太刀 無銘 千手院
- 太刀 銘 包永（金象嵌）本多平八郎忠為所持之
- 太刀 銘 長光
- 太刀 銘 清綱
- 太刀 無銘 二字国俊
- 太刀 銘 信包
- 太刀 銘 久宗（古一文字）
- 太刀 銘 豊後国行平作
- 太刀 銘 守家
- 太刀 銘 豊後国行平
- 太刀 銘 吉弘
- 太刀 銘 正恒（古青江）
- 太刀（額銘）備州長船住元重
- 刀 無銘 来国光（島津家伝来）
- 刀 銘 越後守藤原国儔
- 刀 無銘 左弘安
- 刀 金象嵌銘 国行 本阿（光忠花押）
- 刀 無銘 畠田真守
- 刀 銘 津田越前守助広 井上真改
- 刀 銘 和泉守兼定作（金象嵌）二ツ胴 三浦将監所持
- 刀 無銘 景光 織田弾正忠信秀摺上之
- 刀 無銘 来国光
- 刀 銘 肥前国唐津住河内守源本行作
- 刀 無銘 伝正宗
- 刀 無銘 伝長義
- 刀 無銘 貞宗
- 刀 無銘 當麻
- 刀 無銘 粟田口
- 刀 金象嵌銘 三原正広
- 刀（額銘）正恒
- 刀（金粉銘）弘行 琳雅（花押）
- 刀 金象嵌銘 兼光
- 刀 無銘 真長
- 刀 無銘 伝志津（黒田志津）
- 刀 無銘 来国光（佐竹義宣佩刀）
- 刀 銘 洛陽一条堀川住藤原国広 慶長辛亥八月日
- 刀 銘 肥前国住人伊予掾源宗次
- 刀 銘 越後守包貞
- 刀 折返銘 備前長船住元重
- 刀 銘 繁慶
- 刀（折返銘）恒次（左近将監・備前）
- 刀 銘 越後守藤原国儔
- 刀 銘 肥前国忠吉（倶利伽羅）
- 刀 無銘 伝江
- 刀 銘 肥前国住陸奥守忠吉
- 刀 銘 於武州江戸越前康継 金象嵌慶 長十九年寅七月十一日二ツ筒落
- 刀 金粉銘 備前国兼長
- 刀 無銘 中島来
- 刀 無銘 伝長義（水戸徳川家伝来）
- 刀 銘 長幸於摂津国作之
- 脇差 無銘 貞宗
- 短刀 銘 国光（新藤五）
- 短刀 朱銘 行光 本阿弥（花押）
- 短刀 銘 吉貞
- 古剣 無銘

### 甲冑

#### 重要文化資料
2025年6月6日時点で重要文化資料を12領収蔵している。
- 黒漆塗練革札歯朶韋威胴丸具足
- 黒漆塗本小札色々威腹巻具足
- 黒漆塗本小札色々威腹巻 広袖・背板付
- 練革空小札白糸威大鎧
- 本小札萌黄糸縅肩白鎧
- 紫糸裾紺威胴丸
- 鉄黒漆塗紺糸素懸威最上胴丸具足
- 金唐皮貼浅葱縅腰取二枚胴具足
- 藍韋威胸白紅白糸威腹巻
- 鉄黒漆塗紺糸素懸威最上胴具足
- 鉄黒漆塗紺糸素懸威五枚胴具足
- 鉄錆地龍打出金小札紺糸威五枚胴具足

#### 甲種特別貴重資料
2025年6月6日時点で甲種特別貴重資料34領収蔵している。
- 黒漆塗鶴仙人蒔絵仏腰取二枚胴具足
- 金本小札紅糸威二枚胴具足
- 鉄黒漆丸龍蒔絵横矧二枚胴紅糸胸取威具足
- 練革黒漆塗魚鱗札両引合胴具足
- 鉄錆地両引合海老胴具足
- 鉄黒漆塗切付小札萌黄糸威裾紅二枚胴具足
- 金本小札紅白段威二枚胴具足
- 練革黒漆塗本小札紺糸威二枚胴具足
- 金本小札紅糸威二枚胴具足（堀田家伝来）
- 金切付札紅糸威段替二枚胴具足
- 鉄黒漆塗紺糸威桶側胸取二枚胴具足
- 朱本小札黒糸威二枚胴具足
- 鉄錆地龍打出縹糸胸取五枚胴具足
- 黒漆塗本小札紺糸威丸胴具足
- 鉄錆色塗切付小札白糸威二枚胴具足
- 練革黒漆塗本小札紺裾濃威二枚胴具足
- 鉄黒漆塗切付小札紺糸威二枚胴具足（北畠家伝来）
- 練革黒漆塗本小札紺糸威胴丸具足
- 練革黒漆塗本小札紺糸威胴丸
- 鉄黒漆塗桶側菱綴二枚胴具足
- 鉄黒漆塗本小札萌黄糸威二枚胴具足（童具足）
- 鉄錆地瑠璃斎腰取二枚胴具足
- 練革黒漆塗切付伊予札腰取二枚胴具足
- 鉄金箔押切付札紫糸威二枚胴具足
- 黒漆塗本小札紫糸威二枚胴具足
- 鉄黒漆塗萌黄糸素懸威二枚胴童具足
- 鉄切箔散蒔絵仏二枚胴童具足
- 鉄潤漆塗紺糸素懸威六枚胴具足
- 練革黒漆塗萌黄糸威大鎧
- 黒漆塗本小札紺裾濃威胴丸大袖付
- 本小札紺糸威胴丸 大袖付
- 鉄錆地茗荷紋蒔絵鋲綴桶側六枚胴
- 盛上本小札紺糸威胸白紺胴丸
- 本小札紺浅葱糸段威腹巻

### 書画
- 加藤清正公図（葛飾北斎 肉筆画）
- 正親町天皇 宸翰 八代集巻頭歌
- 妙法蓮華経 巻第六 第七 二帖 足利尊氏 自著
- 織田信長 朱印状（池田勝三郎 他六名宛 消息）
- 豊臣秀吉 自筆書状一幅（三条殿蒲生氏宛秀吉消息）
- 豊臣秀吉 朱印状（愛宕山 福寿院宛）
- 豊臣秀吉 北条氏宛宣戦布告状
- 豊臣秀次 消息 本堂忠親宛
- 徳川家康 朱印状 知行宛行状
- 伝徳川秀忠 艶書戯書幅
- 徳川秀忠 消息幅
- 徳川秀忠 和歌短冊幅
- 水戸光圀 一行書双幅
- 水戸光圀 細字幅
- 徳川頼宣 消息幅
- 石田三成 判物 藤林三右衛門宛
- 福島正則 書状（西尾丹後守宛）
- 直江兼続 書状（山吉景長宛）
- 武田信玄 龍朱印状（奏者 山縣三郎兵衛尉）
- 武田勝頼 書状（岡部次郎右衛門尉宛）
- 上杉謙信 自筆仮名書状（川隅三郎庄田隼人宛）
- 上杉謙信 北条景広宛
- 畠山義就 直筆消息
- 毛利元就 消息幅
- 毛利元就 直筆三幅（子息 三人宛）
- 毛利輝元 書状幅
- 毛利輝元秀就 領地目録
- 毛利輝元 関ヶ原役 戦勝願文
- 尼子義久 出雲大社宛消息
- 松平光通 知行宛行状 未装
- 松平綱昌 知行宛行状 未装
- 勝海舟 二行書幅
- 加藤清正 書状
- 上杉景勝 書状
- 伊達政宗 自筆書状
- 伊達政宗書状 藤堂高次宛 六月四日
- 長宗我部元親 書状
- 藤堂高虎 判物
- 足利尊氏 御内書
- 足利義輝 御内書
- 細川幽斎 和歌二首
- 直江兼続 条書
- 直江兼続 書状（山吉景長宛）
- 最上義光 消息（伊達政宗宛）

### 浮世絵
名古屋刀剣ワールドは、月岡芳年や歌川国芳などの武者絵を中心に500点以上の浮世絵を所蔵している。所蔵しているのは、主に下記の浮世絵師の作品である。
- 歌川広重
- 歌川国芳
- 歌川芳員
- 歌川芳艶
- 歌川豊国（三代）
- 歌川豊宣
- 歌川芳虎
- 葛飾北斎
- 喜多川歌麿
- 月岡芳年
- 小林清親
- 楊州周延
- 落合芳幾

### 女乗物
- 黒漆塗葵紋津山散蒔絵女乗物（津山松平家伝来）

### 火縄銃・古式西洋銃
名古屋刀剣ワールドは、火縄銃・古式西洋銃を中心に350挺を常設展示している。

#### 火縄銃
- 火縄銃 田中善五郎作
- 火縄銃 細筒 銘 籃屋与三衛門 花押
- 火縄銃 細筒 銀象嵌「曙」（無銘なれど数字［四］）
- 火縄銃 細筒 銘 □鍛冶七郎兵衛作
- 火縄銃 日野筒 銘 江州日野□□□□□重
- 火縄銃 日野筒 銘 江州日野住［以下不明］
- 火縄銃 國友細筒 銘 國友住五右衛門吉次作 六十七
- 火縄銃 長州細筒 銘 摂州住 以下不明
- 火縄銃 堺細筒 銘 摂州住 藍屋権［以下不詳］
- 火縄銃 堺細筒 銘 摂州住井上関右衛門作
- 火縄銃 堺筒 銘 摂州住嶌谷喜八郎作
- 火縄銃 摂州住蔦谷喜八郎作
- 火縄銃 摂州住島谷喜八郎道三 江府王國友庄角重孝
- 火縄銃 一関臣中村善左衛門貞善 花押 文政八年
- 火縄銃 □□□（摂州住）榎並屋佐兵衛□（作）
- 火縄銃 無銘 狭間筒
- 火縄銃 阿波細筒 銘 鍛張 阿州石川勝之助一正［花押］
- 鍛惣巻張 阿州井上道正作 細筒・阿波筒
- 江州国友七兵衛重富作 仙台住木田富次長鉄浦之 細筒・仙台筒
- 堺筒 銘 地鉄鍛二重惣巻張 和泉住摂浪伊平信家作
- 火縄式銃砲 銘 藍屋□
- 火縄式銃砲 細筒 銘 広島 大下林助作
- 火縄式銃砲 堺筒 銘 摂州住田中仁兵衛十八
- 火縄式銃砲 堺筒 銘 摂州住蔦谷喜八郎作
- 火縄式銃砲 無銘（銭型紋真鍮象嵌火縄銃）
- 火縄式銃砲 番筒 無銘
- 火縄式銃砲 摂州住榎並屋佐兵衛作
- 火縄式銃砲 鍛惣二重巻張 駿陽住御鉄砲師 石田勘蔵藤原之重作
- 火縄式銃砲 無銘（銃把桜花文散真鍮象嵌火縄銃）
- 火縄式銃砲 摂州住榎並屋（以下不明）
- 火縄式銃砲 江州国友彦右衛門智（以下不明）
- 火縄式銃砲 摂州住芝辻理右衛門作
- 火縄式銃砲 摂州住井上（以下不詳）（関右衛門）
- 火縄式銃砲 無銘（木賊真鍮象嵌火縄銃）
- 火縄式銃砲 無銘
- 火縄式銃砲 井上関右衛門作
- 火縄式銃砲 半巻張摂州住籃谷権右衛門作
- 鍛張 阿州近藤朝之助正之作
- 火縄銃 摂刕住迺口治七郎 □□
- 火縄式銃砲 下野国住定富作
- 火縄式銃砲 巻張 国友作之
- 阿州住源喜平正勝作 鍛総巻張
- 十匁士筒 江州国友齋治信芳（成瀬家伝来）
- 火縄式銃砲 芝辻茂右衛門
- 火縄式銃砲 壬申二百五十九番武庫司 二重鍛巻張摂州住榎並屋佐兵衛作之正吉（花押）
- 火縄銃 無銘
- 射的筒・御座敷鉄砲 國友久光作
- 火縄銃 銘 於信州松本国友中島長盛作
- 馬上中筒 鍛巻張 江州国友亦三郎重當
- マラッカ南蛮筒

#### 短銃
- 短銃 武州江戸住榎並屋重継（花押）
- 短銃 国友か兵衛作
- 短銃 無銘（馬上筒）
- 短銃（三連式銃砲）無銘
- 短銃 蔦屋与二右衛門作 □十四刻印
- 火縄銃（馬上筒）象嵌

#### 大筒
- 火縄式銃砲 仙台住木田市郎右衛門定幸
- 火縄式大筒 眞金鍛 片井京介 文政巳丑二月日
- 火縄式銃砲 水府鍛三重巻張嘉永三年
- 三十匁大筒 銘 芝辻長左衛門邦孝作
- 火矢筒 棒火矢
- 火縄式銃砲 鍛二重巻張有吉作之進吉直
- 指火式砲（大砲）無銘
- 水戸藩青銅砲「勇」
- 長州藩ブロムフィールド鉄製鋳造砲

#### 和製西洋式銃
- 十八年式村田歩兵銃
- 二十二年式村田歩兵銃
- 二十二年式村田騎兵銃
- 和製スペンサー騎兵銃
- 和製シャープス騎兵銃（武庫司刻印）
- 和製管打式ゲベール銃（壬申刻印）
- 雷火式銃砲 銘 惣巻張 備前長船住横山辰右衛門祐信作
- 和製 スナイドル-エンフィールド 紙薬筴後装式小銃
- 管打ち式銃砲 一関士宗明
- 管打ち式銃砲 無銘

#### 輸入古式西洋銃
- ゲベール銃 オランダ M1842 管打式歩兵銃
- スティーブンス銃（オランダ製ミニエー銃）
- エンフィールドライフル銃（イギリス）
- ウエストリー・リチャーズ後装管打式騎兵銃（イギリス） 附 銃弾6点
- モント・ストーム3バンド歩兵銃（壬申刻印）
- グリーン・ブラザーズパテント 管打式騎兵銃
- 後装式管打銃 ウイルソンライフル銃（イギリス）
- スナイドルエンフィールド MkⅡ （紙薬莢後装式小銃）
- エンフィールドスナイドル銃
- アルビニーライフル銃
- シャープス M1863 カービン （壬申十六番 五百六十番）
- スタールM1858騎兵銃（岡山縣刻印）
- スタールM1865騎兵銃
- スタール M1858 ダブルアクションリボルバー
- サベージ M1861 ネービーリボルバー
- リンドナー騎兵銃 初期型（埼玉縣刻印）
- バーンサイドM1864騎兵銃
- ドライゼM1841歩兵銃（無可動実銃）
- シャスポーMle1866歩兵銃（1型）
- スペンサーカービン銃（アメリカ）
- スペンサー M1867 ライフル （癸酉○○○○一六０ 静岡縣）
- スペンサーM1865カービン騎兵銃（京都○刻印）
- ウィンチェスター M1866 イエローボーイカービン 2nd Model （壬申二八二三 武庫司）
- M1860ヘンリー小銃（上田藩箱書）
- コルトM1855リボルビング小銃（.52口径モデル）（［茨］刻印）
- ホールM1819歩兵銃（無可動実銃）
- ホール・ノースM1843騎兵銃（無可動実銃）
- テレー ライフル銃（イギリス）
- 管打銃 ベルギー製（リエージュ）
- 横二連管打式銃砲
- ドイツ20mm口径砲 1／5模型
- コルトM1874ガトリングガン 1／2模型

## アクセス
- 名古屋市営地下鉄鶴舞線 大須観音駅 徒歩9分
- 名古屋市営地下鉄名城線 矢場町駅 徒歩10分
- 名古屋市営地下鉄東山線 伏見駅 徒歩12分
- 名古屋市営バス 「若宮」バス停 徒歩1分
- 名鉄バス 「矢場町」バス停 徒歩3分
- セントレアリムジン 錦通本町 徒歩12分
- 名鉄バス 錦通本町 徒歩12分
- 名古屋高速2号東山線「白川IC」から740m
- 名古屋高速都心環状線「東新町IC」から1.3km
- 名古屋高速都心環状線「名駅・錦橋IC」から1.3km
- 5台分の駐車場あり

## 近隣施設
- 名古屋市美術館 中区栄二丁目17番（白川公園内）
- 名古屋市科学館 中区栄二丁目17-1（白川公園内）
- 国際デザインセンター 中区栄三丁目18番1号
- でんきの科学館 中区栄二丁目2-5
- 名古屋市環境学習センター・エコパルなごや[12]　中区栄一丁目23-13　伏見ライフプラザ13階
- 御園座 中区栄一丁目6番14号